# Relationer mellan Rumänien och Sverige
Relationer mellan Rumänien och Sverige är de bilaterala relationerna mellan Rumänien och Sverige. Båda staterna upprättade diplomatiska förbindelser den 1 november 1916.  Rumänien har en ambassad i Stockholm och ett konsulat i Göteborg. Sverige har en ambassad i Bukarest och ett honorärkonsulat i Cluj-Napoca. Båda stater är medlemmar av EU.
Rumänien stöder till fullo Sveriges Nato-medlemskap.

## Historia
Den 9 november 1980 avslutade Rumäniens dåvarande president Nicolae Ceaușescu och hans fru Elena ett fyra dagar långt statsbesök i Sverige. Presidentparet blev mottagna av det svenska kungaparet vid en galamiddag och de möttes av fiolmusik, och Nicolae Ceaușescu samt medföljande ministrar gjorde överläggningar med Sveriges dåvarande statsminister Thorbjörn Fälldin och andra ledamöter av Sveriges regering, där ett tioårigt handelsavtal mellan Rumänien och Sverige undertecknades .
Den 8 oktober 1990 visades en TV-film från amerikanska ABC i det svenska utrikespolitiska TV-programmet 8 dagar om förhållanden vid barnhem i Rumänien under Nicolae Ceaușescus regim där omkring 40 000 barn med fysiska och psykiska handikapp-funktionshinder bodde. Förhållandena jämställdes med nazisternas fångläger i Tyskland under andra världskriget. Barn hade stängts in i burar, och vissa av dem användes för att prova medicinska preparat. Världen chockades, och i Sverige startades insamlingar till förmån för barnhem i Rumänien, bland annat genom Rädda Barnen och Röda Korset. Sveriges dåvarande statsminister Ingvar Carlsson uppmanade den rumänska ledningen att vidta åtgärder, totalt bodde 130 000 barn på barnhem i Rumänien. .
2009 nominerades radiostationen Societatea Română de Radiodifuziune till Litteraturpriset till Astrid Lindgrens minne.